# Canción de cuna
Canción de cuna és una pel·lícula espanyola, dirigida per José Luis Garci, basada en l'obra homònima de María de la O Lejárraga i estrenada el 15 d'abril de 1994. Existeixen tres versions cinematogràfiques prèvies. La pel·lícula fou seleccionada per representar Espanya en l'Oscar a la millor pel·lícula de parla no anglesa als Premis Oscar de 1994, però no va ser nominada.

## Argumento
Una nena nounada, a qui posaran de nom Teresa (Maribel Verdú) apareix abandonada a la porta d'un convent a l'Espanya de finals del segle xix. Les monges dominiques que l'habiten, encapçalades per la mare Teresa (Fiorella Faltoyano) amb el suport de la resta de les seves companyes sor Marcela (Amparo Larrañaga), la mare Vicària (María Massip), la mestra de novícies (Virginia Mataix), la mare Juana de la Cruz (Diana Peñalver) i la mare Tornera (María Luisa Ponte) prenen la decisió d'assumir la seva educació després de convèncer don José (Alfredo Landa), el metge del poble, que l'adopti legalment. La nena creix entre els murs del convent i ja adulta, coneix al jove Pablo (Carmelo Gómez), del qual s'enamora i amb el qual acaba casant-se i establint una nova vida a Amèrica.

## Repartiment
- Alfredo Landa: Don José
- Fiorella Faltoyano: Mare Teresa
- Amparo Larrañaga: Sor Marcela
- Maribel Verdú: Teresa
- Carmelo Gómez: Pablo
- Diana Peñalver: Mare Juana de la Cruz
- María Massip: Mare Vicària
- Virginia Mataix: Mestra de novícies
- María Luisa Ponte: Mare Tornera

## Reconeixements
IX Premis Goya
| Categoria                        | Persona                            | Resultat   |
| -------------------------------- | ---------------------------------- | ---------- |
| Més ben director                 | José Luis Garci                    | Nominat    |
| Millor actor protagonista        | Alfredo Landa                      | Nominat    |
| Millor actriu de repartiment     | María Luisa Ponte                  | Guanyadora |
| Millor guió original             | José Luis Garci Horacio Valcárcel  | Nominats   |
| Millor música                    | Manuel Balboa                      | Nominat    |
| Millor fotografia                | Manuel Rojas                       | Guanyador  |
| Millor muntatge                  | Miguel González Sinde              | Nominat    |
| Millor direcció artística        | Gil Parrondo                       | Guanyador  |
| Millor disseny de vestuari       | Yvonne Blake                       | Guanyadora |
| Millor maquillatge i perruqueria | Paquita Núñez José Antonio Sánchez | Guanyadors |

Medalles del Cercle d'Escriptors Cinematogràfics de 1994
| Categoria         | Persona               | Resultat   |
| ----------------- | --------------------- | ---------- |
| Millor pel·lícula | Millor pel·lícula     | Guanyadora |
| Més ben director  | José Luis Garci       | Guanyador  |
| Millor actor      | Alfredo Landa         | Guanyador  |
| Millor actriu     | Fiorella Faltoyano    | Guanyadora |
| Millor muntatge   | Miguel González Sinde | Guanyador  |

Fotogramas de Plata
| Categoria              | Persona       | Resultat  |
| ---------------------- | ------------- | --------- |
| Millor actor de cinema | Carmelo Gómez | Guanyador |

Festival Internacional de Cinema de Mont-real
| Categoria                     | Persona                       | Resultat   |
| ----------------------------- | ----------------------------- | ---------- |
| Gran Premi Especial del Jurat | Gran Premi Especial del Jurat | Guanyadora |
| Millo director                | José Luis Garci               | Guanyador  |

Festival de Cinema de Sundance
| Pel·lícula      | Resultat |
| --------------- | -------- |
| Canción de cuna | Inclosa  |